# 田沼肇
田沼 肇（たぬま はじめ、1926年4月19日 - 2000年8月9日）は、日本の社会学者・社会運動家。
群馬県桐生市生まれ。本籍東京市（現港区）。武蔵高等学校卒、1948年東京帝国大学経済学部商業学科卒、商工省調査統計局勤務。1950年法政大学大原社会問題研究所勤務、1963年同社会学部助教授、1964年教授。1970－1971、1978－1981年社会学部長。1993年退職、名誉教授。1983年原水爆禁止日本協議会代表理事。
1987年に発病し、1995年パーキンソン症状を伴う進行性核上性麻痺と診断される。1993年東京都重度心身障害者手当を申請するが、判定医の診断により却下される。同年決定の取り消しを求めて提訴し再申請、手当は1995年に認められ支給されるようになる。1998年東京都に対し、在宅障害者の介護実態を重視した補助制度を求め、東京地裁に提訴。同年9月控訴。1999年控訴棄却、上告申請をするが不受理。
妻は田沼祥子（1928年-　）。

## 著書
- 『安保条約と日本の大衆運動』汐文社 解放新書 1968
- 『原爆被爆者問題』新日本新書 1971
- 『私のなかの平和と人権』草の根出版会 1995
- 『田沼肇全活動』田沼肇全活動・著作集編集委員会 2011

### 編共著
- 『安保沖縄問題用語事典』編 労働旬報社 1969
- 『戦後労働組合運動の歴史』塩田庄兵衛,中林賢二郎共著　新日本新書 1970
- 『現代の婦人論』編著 大月書店 1975
- 『現代の労働政策』江口英一、内山昂共編著 大月書店 1981
- 『労働運動と企業社会』編 大月書店 1993

翻訳
- 『現代の中間階級』編訳 大月書店 現代資本主義双書 1958

## 論文
- 田沼肇

## 田沼祥子
1928年鎌倉市生まれ。津田塾専門学校物理化学科卒業。1948年岩波書店入社。『育児の百科』、『岩波科学の本』などを企画編集。同年、田沼肇と結婚。1956年長男誕生。1987年以来13年間、田沼肇の在宅介護に取り組む。その後理科教育、科学読み物の仕事に協力。
著書
- 『子どもの健康アドバイス』編著 草土文化 1976
- 『いのち抱きしめて 在宅介護13年 フォト・ドキュメント』田邊順一写真 日本評論社 2002